# Motorowl
Motorowl ist eine deutsche Metal- und Rock-Band aus Thüringen, die 2014 gegründet wurde.

## Geschichte
Die Band wurde 2014 gegründet. 2016 wurde das Debütalbum Om Generator veröffentlicht, das von Fabian Hildebrandt (Deserted Fear) co-produziert und von Dan Swanö abgemischt und gemastert worden war. Es folgten Auftritte zusammen mit Sólstafir, Die Apokalyptischen Reiter, 77, Grave Pleasures sowie als Vorband für High on Fire. Eineinhalb Jahre nachdem das Debütalbum veröffentlicht worden war, begann die Band mit dem Schreiben des Nachfolgers, der 2018 unter dem Namen Atlas erschien. Das Album war innerhalb von zehn Tagen in den Off the Road Studios in Leipzig aufgenommen worden. Als Produzent war die Band selbst tätig gewesen, wobei sie vom Toningenieur Charlie Paschen unterstützt worden war. Das Album war komplett live eingespielt worden. Ende 2024 verließ das Gründungsmitglied Daniel Dettlev die Band und wurde durch Marie-Christin Herberg als neue Organistin ersetzt.

## Stil
Die Bandbiografie auf centurymedia.com gibt Black Sabbath, frühe Pentagram, Kraan, Guru Guru, Russian Circles, Baroness und Opeth als Einflüsse an. Jens Kirsch vom Ox-Fanzine meinte zu Om Generator, dass hierauf Psychedelic Rock mit „schweren Gitarren“ zu hören ist. Die Gitarren hätten einen metallischen Klang, wodurch mit der Kombination „fluffige[r] Melodien“ und einer Hammondorgel ein „Siebziger-Jahre-Feeling“ aufkomme. Dadurch fühle man sich an Witchcraft, Ghost, frühe Long Distance Calling oder Pelican erinnert. Thomas Kupfer vom Rock Hard schrieb in seiner Rezension zum Debütalbum, dass die Band hierauf zwischen Doom Metal, Retro-Rock und Psychedelic Rock pendelt. Statt auf ausufernde Jam-Sessions setze die Gruppe auf kurz innehaltende Klanglandschaften, wobei auch der gelegentliche Einsatz einer Hammondorgel charakteristisch sei. Das Liedmaterial habe einen progressiven Charakter und weise eine organische Entwicklung vor. Der Gesang habe „bei manchen Passagen einen leichten Alternative-Touch“. Auch Boris Kaiser bemerkte in seiner Rezension zu Atlas einen „Alternative-Rock-Timbre“, wodurch das Liedmaterial an Eigenständigkeit gewinne. Ansonsten arbeite man noch Einflüsse aus dem Psychedelic Rock, Post-Rock, Heavy Metal sowie Krautrock, geäußert in „freigeistigen Arrangements“, in die Songs ein. Er stellte Gemeinsamkeiten zu Frumpy, Wallenstein und Murphy Blend. aber auch Wolves in the Throne Room und Ash Borer, fest. In derselben Ausgabe ordnete Mandy Malon die Gruppe zwischen Psychedelic Rock, Doom Metal und Krautrock ein. Im Interview mit ihr gab Max Hemmann an, dass er sich eher dem Krautrock zuordne, während die anderen Mitglieder sich eher dem Metal zugehörig fühlen würden. Matthias Weckmann vom Metal Hammer zog einen Vergleich zu Ghost und umschrieb die Musik als Mischung aus Psychedelic Rock, Popmusik und Doom Metal. Weiter führte er aus, dass sich die Gruppe vor allem an den 1970er Jahren orientierte, wobei er auch einen Einfluss aus dem Stoner Rock feststellte. Im Interview mit ihm gab Hemmann Ghost als großen Einfluss an. Zu Atlas sagte er, dass man versucht hat, die Tasteninstrumente mehr in den Vordergrund zu rücken. In derselben Ausgabe rezensierte Frank Thiessies das Album. Hätten auf dem Vorgänger noch „Doom, Siebzigerverständnis, aber auch eine dezent moderne, Mastodon’sche Komponente“ die Basis für ein „tolles Songwriting, den gesanglichen Ausdrucks-Aplomb von Frontmann/Gitarrist Max Hemmann und die herrliche Hammondorgel-Präsenz von Daniel Detlev“ gebildet, so sei dies nun dem Post- und Progressive-Rock gewichen, den man keiner bestimmten Ära mehr zuordnen könne. Geprägt seien die Songs vor allem durch den larmoyanten Gesang Hemmanns sowie dominierende Synthesizer-Klänge. Insgesamt klinge die Gruppe wie eine bedrohlichere und „deftigere“ Version von Dredg. Angepriesene Gemeinsamkeiten zu Iron Maiden seien kaum vorhanden, gelegentlich schimmerten Parallelen zu Black Sabbath durch.

## Diskografie
- 2016: Om Generator (Album, Century Media)
- 2018: Atlas (Album, Century Media)
- 2024: This House Has No Center (Album, Supreme Chaos/Soulfood)